# Доналд Макай
Доналд Макай (на английски: Donald Mackay) е австралийски бизнесмен. Той е известен противник на злоупотребата с вещества, който през 1977 г. получава внимание и слава, поради обстоятелствата на убийството му, което никога не било разрешено.

## Личен живот и произход
Макай е роден в Грифит и израства в Сидни. Той и семейството му се занимават с мебелен бизнес в Грифит.
Съпругата му Барбара (1935 – 2001) е активен член на обединяващата църква в Грифит и е физиотерапевт на непълно работно време. Днес семейството на Макай все още има собственост в Грифит, а синът на Доналд Макай, Пол, днес ръководи семейния магазин за мебели.
През 1974 г. Макай е кандидат на Либералната партия за Камарата на представителите срещу Ал Грасби в избирателния район на Риверина. Преференциите му са насочени към кандидата на Националната партия Джон Съливан, като позволява на Съливан да победи Грасби. Макай също заема място на Либералната партия за щатския сенат на Мърлумбидж на държавните избори през 1973 и 1976 г. в Нов Южен Уелс, но не успява.

## Убийство
Загрижен за нарастващата търговия с наркотици в неговата местна област, и за отглеждането на голяма култура от марихуана в близкото Коламбали, Макай информира детективите от Сидни за наркотици, което води до няколко ареста и присъда за четирима италианци. По време на процеса срещу арестуваните, Макай е идентифициран като разобличител.
Направен е опит да се примами Макай в Джерилдери от „г-н Адамс“, който иска да направи голяма поръчка на мебели от семейния бизнес на Макай. Макай обаче, зает с други въпроси, изпраща своя служител Брус Пурсхаус да се срещне с „Адамс“, който не се среща с него. Смята се, че това е опит за убийство на Макай. По-късно, Пурсхаус идентифицира човек, когото е видял в Джерилдери като заподозрян за убийството на Макай.

### Вечерта на убийството
На 15 юли 1977 г. Макай изчезва от хотелски паркинг, след като пие с приятели и никога не е открит. Петна от кръвната му група се виждат на неговия микробус и наблизо, а ключовете са под микробуса. Наблизо има косми и три кейса от .22 калибър.
Кралската комисия „Уудуърд“ установява, че шестте основни заподозрени за убийството са имали удобно алиби. В нощта на убийството, Тони и Доменик Серги, които са основни заподозрени от Комисията, са на „кръчма“ в Грифит с редица полицейски служители. Джузепе и Роко Барбаро отиват в Сидни, Франческо Барбаро, зет на Тони Серги и братовчед на Саверио Барбаро (който е арестуван три месеца по-рано за производство на марихуана), остава в Грифит.
Изчезването на Макай става известно за нацията и много, като началника на детективите в Грифит Джеймс Биндън, стигат до извода, че гангстерската фигура Робърт Тримболе е отговорна за очевидното убийство. Тримболе преди това отправя смъртни заплахи срещу Макай. Убийството подхранва възприемането на Грифит като пълен с мафиоти и „столицата на марихуаната“ в Австралия.